# Gare de Sidi Brahim
La gare de Sidi Brahim est une gare ferroviaire algérienne située sur le territoire de la commune de Sidi Brahim, dans la wilaya de Sidi Bel Abbès.

## Situation ferroviaire
Établie à une altitude de 434,740 m, la gare est située au point kilométrique (PK) 41,338 de la ligne de Oued Tlelat à Béchar, où elle est précédée de la gare fermée de Sidi Hamadouche et suivie de celle de Sidi Bel Abbès. 
| \| Sidi Brahim Sidi Hamadouche Sidi Bel Abbès Tabia Moulay Slissen Redjem Demouche \| Localisation de la gare de Sidi Brahim dans la wilaya de Sidi Bel Abbès. |
| Sidi Brahim Sidi Hamadouche Sidi Bel Abbès Tabia Moulay Slissen Redjem Demouche                                                                                |

## Histoire
Lors de la colonisation, la gare portait le nom de gare de Prudon.
La gare est mise en service en 1877 lors de l'ouverture de la section de Sainte-Barbe-du-Tlélat à Sidi Bel Abbès de la ligne de Sainte-Barbe-du-Tlélat à Oujda,.

## Service des voyageurs

### Dessertes
La gare de Sidi Brahim est desservie par les trains régionaux de la liaison Oran - Tlemcen.